# پژواک
پژواک، انعکاس یا طنین (به انگلیسی: Echo) یعنی صوت پس از بازتاب از محیط با یک تأخیر زمانی به چشمه صوت برسد و توسط گوش شخص یا گیرنده‌ای دریافت شود.
جالب است بدانید اگر تأخیر زمانی بین صوت اولیه و مستقیم با پژواک آن صوت کمتر از 0/1s(ثانیه) باشد، گوش انسان نمی‌تواند پژواک را از صوت مستقیم اولیه تشخیص دهد.

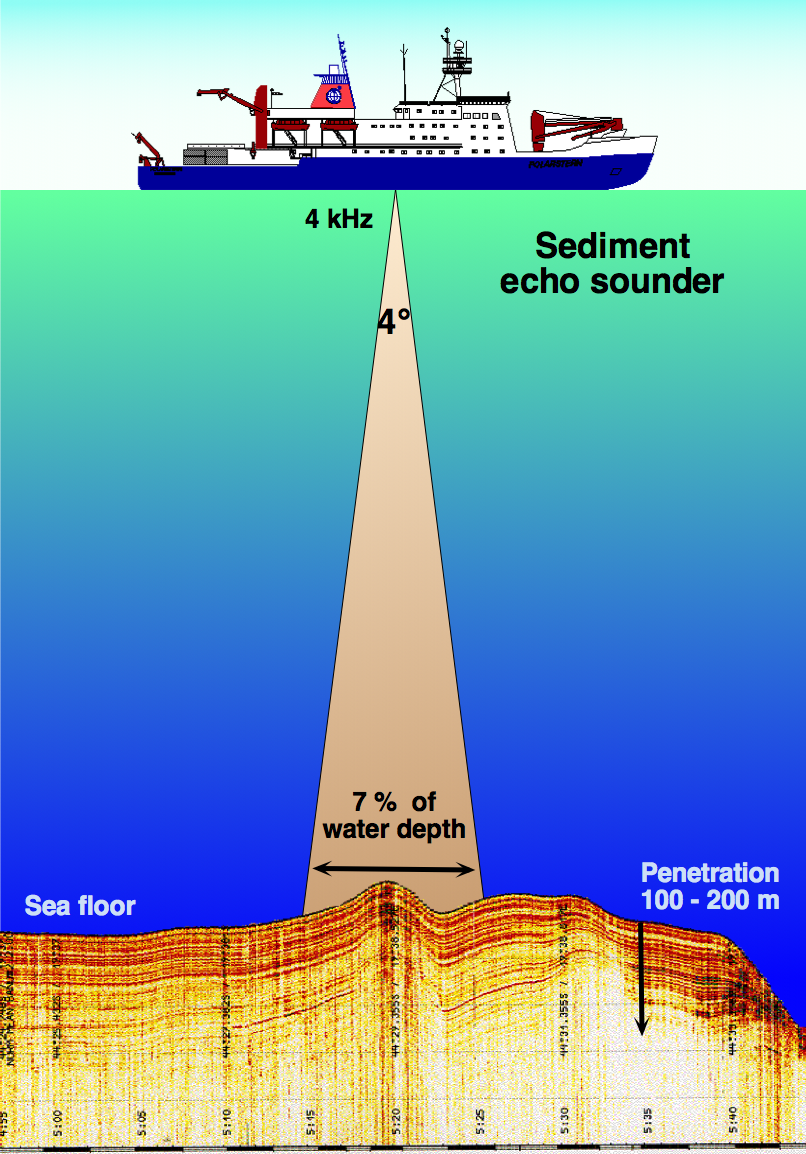
نگاره ای از نحوه کار کرد دستگاه عمق‌سنج کشتی‌ها در بهره‌گیری از پژواک به وسیله تابیدن پرتوهایی با انرژی زیاد و بسامد پایین.

## پژواک در زندگی
برای مثال سرعت صوت در هوای خشک و در دمای ۲۵ درجه سلسیوس ثابت و در حدود ۳۴۳m/s (متر بر ثانیه) است؛ این ویژگی امواج صوتی که در محیط‌های مختلف، بسته به شرایط محیطی، سرعتی نسبتاً ثابت دارند سبب شده که ما انسان‌ها بتوانیم از پژواک استفاده‌های مختلفی بکنیم؛ از جمله تعیین فاصلهٔ برخی از اشیا. دستگاه عمق‌سنج کشتی، که برای محاسبهٔ عمق دریا‌ها و اقیانوس‌ها از آن بهره می‌گیرند نمونه ای از کاربرد پژواک است. همچنین از پژواک در دستگاه سونار و سیکیلیوگراف و سونوگرافی بهرهوری می‌کنند.

## پژواک در حیوانات
پژواک در خفّاش:خفاش‌ها امواج فراصوتی را از خود گسیل می‌کنند. این امواج از اشیایی که در مسیر خفاش قرار دارند بازمی‌تابند و بدین ترتیب خفاش را از پیرامون خود آگاه می‌سازد. خفاش تغییر بسامدی ناشی از اثر دوپلر را در موج بازتابیده ادراک می‌کند و در نتیجه می‌تواند سرعت خود یا شیء متحرک را تعیین کند. خفاش‌ها از این ویژگی برای شناسایی و شکار طعمه‌های خود استفاده می‌کنند.
پژواک در دلفین:دُلفین‌ها امواج فراصوت را در برخی مجاری‌های دستگاه تنفسی تولید می‌کنند و آن را گسیل می‌دارند. پژواک این امواج در نواحی خاصی از سر دلفین دریافت می‌شود و دلفین بدین وسیله از محیط پیرامون خود آگاه می‌گردد.